# Тарта (мыс)
Тарта — мыс в Туркменистане. Мыс расположен в основании Красноводской косы, на её западном берегу.
Мыс — каменистый, имеет желтоватый цвет и заметно выделяется на фоне окружающих серых песчаных бугров. Восточнее мыса в берег вдаётся небольшая одноимённая бухта.